# Ото фон Дипхолц
Ото фон Дипхолц (на немски: Otto von Diepholz; † сл. 1484) е господар на Дипхолц.

## Произход
Той е син на господар Конрад X (VII) фон Дипхолц († 1426) и съпругата му графиня Ирмгард фон Хоя († 1416), дъщеря на граф Ото III фон Хоя († 1428) и втората му съпруга принцеса Матилда/Мехтхилд фон Брауншвайг-Люнебург († 1433), дъщеря на херцог Магнус II Торкват фон Брауншвайг-Люнебург († 1373) и принцеса Катарина фон Анхалт-Бернбург († 1390). Брат е на Йохан III фон Дипхолц († 1437), епископ на Оснабрюк (1424 – 1437), и на Конрад III фон Дипхолц († 20 май 1482), епископ на Оснабрюк (1455 – 1482).

## Фамилия
Ото се жени на 3 юли 1441 г. в Хорст, Дренте, Нидерландия, за Хайлвиг фон Бронкхорст († сл. 28 октомври 1498), дъщеря на господар Ото фон Бронкхорст († 1458) и графиня Агнес фон Золмс-Отенщайн († 1439). Те имат децата:
- Елизабет († 1475), омъжена I. пр. 18 октомври 1459 г. за граф Йохан V фон Хоя († 1466), II. на 21 август 1467 г. за граф Йохан II фон Шпигелберг († 1480)
- Рудолф IV фон Дипхолц († сл. 1510), граф и господар на Дипхолц-Бронкхорст, женен на 18 ноември 1482 г. за графиня Елизабет фон Липе († сл. 1527)
- Конрад VIII († сл. 1483), господар на Дипхолц
- Агнес († сл. 1521), приорес на Кауфунген (1482 – 1507), абатиса на Боргхорст (1507 – 1533), приорес на Фреден (1516 – 1521).